# الإمبراطورية الماورية
الإمبراطورية الماورية شكلت سلالة ماوريا أول مملكة كبيرة في الهند (322 قبل الميلاد- 185 قبل الميلاد) في منطقة «ماغدا»، بيهار الحالية، بعد تغلب الملك «جاندارغوبتا، الذي توفي عام 297 قبل الميلاد» على آخر ملوك مملكة «ناندا» التي كانت قد وقفت في مواجهة زحف الإسكندر المقدوني، وتأسست مملكة الماوريين عام 320 قبل الميلاد وبلغت أوج إتساعها في عهد الملك آشوكا، وتجزأت بعد موته إلى ممالك محلية ضعيفة وصغيرة.
وقد عُرف الملك «جاندراغوبتا» بمواجهته الناجحة لخلف الإسكندر المقدوني، الملك سيلويكوس الأول نيكاتور المنتصر، وعقد الاتفاق عام 303 قبل الميلاد ببسط سيطرته على كافة مناطق شرقي كابول وإقليم بلوشستان مقابل 500 فيل حربي مدرب قدمها لسلويكوس الأول.
كما عقد انتيوخوس الثالث السلوقي في نهاية حملته لإعادة سيادة إمبراطورية سيلويكوس الأول صلحا مع الملك الماروي ساوباغازينا أو (ديفادارما) حوالي عام 200 قبل الميلاد واستمرت سلالة الماوريين في الحكم لغاية 180 قبل الميلاد.
وانتهى حكم سلالة الماوريين بعد مقتل حفيد الملك الكبير آشوكا المسمى بريهادراتا عام 180 قبل الميلاد على يد قائده بوشيامترا الذي أسس حكم سلالة شونغا لتحكم القسم الواسع من شمال شبه جزيرة الهند انطلاقاً من مقاطعة ماغدا الواقعة في شمال شرقي الهند ولغاية عام 73 قبل الميلاد.
كانت الإمبراطورية الماورية قوة تاريخية واسعة جغرافيًا في العصر الحديدي ومقرها في ماجادها وأسستها تشاندراغوبتا موريا التي هيمنت على شبه قارة الهند بين 322 و185 قبل الميلاد. كانت الإمبراطورية الماورية، التي تتألف من أغلبية بلدان جنوب آسيا، مركزية بفعل غزو سهل الغانج الهندي، وكانت عاصمتها باتاليبوترا (باتنا الحديثة). وكانت الإمبراطورية أكبر كيان سياسي موجود في شبه قارة الهند، ممتدةً لمسافة تزيد على 5 ملايين كيلومتر مربع (1.9 مليون ميل مربع) في أوجها تحت حكم أشوكا.
شكَّل تشاندراغوبتا موريا جيش، بمساعدة تشانكيا (المعروف أيضًا باسم كاوتيليا)، وأطيح بإمبراطورية ناندا عام 322 قبل الميلاد. وسّع تشاندراغوبتا سلطته سريعًا غربًا عبر وسط وغرب الهند بغزوه الساتراب التي خلفها الإسكندر الأكبر، وبحلول 317 قبل الميلاد احتلت الإمبراطورية شمال غرب الهند بالكامل. ثم هزمت الإمبراطورية الماورية سلوقس الأول، وهو أحد ملوك طوائف الإسكندر ومؤسس إمبراطورية السلوقيين خلال الحرب السلوقية -الماورية، وبالتالي استحوذت على أراضي غرب نهر السند.
امتدت الإمبراطورية في أقصى توسع لها على طول الحدود الطبيعية لجبال الهيمالايا، باتجاه الشرق إلى آسام، وباتجاه الغرب إلى بلوشستان (جنوب غرب باكستان وجنوب شرق إيران) وجبال هندوكوش التي أصبحت الآن أفغانستان الشرقية. توسعت الأسرة الحاكمة في المناطق الجنوبية للهند من قبل الإمبراطور بوشكار وبيندوسارا، لكنها استبعدت كالينجا (أوديشا الحديثة)، حتى غزاها أشوكا. تراجعت لمدة 50 عامًا تقريبًا بعد حكم أشوكا، وانحلت في عام 185 قبل الميلاد مع تأسيس سلالة شونجا في ماجادها.
في عهد تشاندراغوبتا موريا وخلفائه، ازدهرت التجارة الداخلية والخارجية، والزراعة، والأنشطة الاقتصادية في مختلف أنحاء جنوب آسيا بسبب إنشاء نظام واحد وفعال للتمويل، والإدارة، والأمن. بَنَت أسرة موريا طريق غراند ترنك، أحد أقدم وأطول شبكات التجارة في آسيا، يربط شبه قارة الهند بآسيا الوسطى. وبعد حرب كالينجا، شهدت الإمبراطورية ما يقرب من نصف قرن من الحكم المركزي تحت حكم أشوكا. وكان اعتناق تشاندراغوبتا موريا للجاينية سببًا في زيادة الإصلاح الاجتماعي الديني في مختلف أنحاء جنوب آسيا، في حين سمح اعتناق أشوكا للبوذية ورعاية المبشرين البوذيين بتوسيع ذلك الإيمان إلى سريلانكا، وشمال غرب الهند، وآسيا الوسطى، وجنوب شرق آسيا، ومصر، وأوروبا الهلنستية.
يُقدّر عدد سكان الإمبراطورية بنحو 50 إلى 60 مليون نسمة، ما يجعل الإمبراطورية الماورية واحدة من أكثر إمبراطوريات العصور القديمة اكتظاظًا بالسكان. من الناحية الأثرية، تندرج فترة الحكم الماورية في جنوب آسيا في عصر نورثرن بلاك سولت وير (NBPW). ان قوانين ومراسيم أشوكا هي المصادر الرئيسية للسجلات المكتوبة للفترة الماورية. يعد تمثال الأسد الخاص بأشوكا في ساراناث الرمز الوطني لجمهورية الهند الحديثة.

## علم الإتيمولوجيا/الاشتقاق
لا يظهر اسم «ماوريا» في كتابات أشوكا، أو في الحسابات اليونانية المعاصرة مثل «إنديكا» للميغاسثينيس، لكن تشهد عليه المصادر التالية:
- نقش جوناغاد الصخور في رودمان (150 ق.م.) بادئة «موريا» إلى اسمي تشاندراغوبتا وأشوكا.
- يستخدم البوراناس (القرن الرابع الميلادي أو ما قبله) موريا كتسمية للأسرة.
- تؤكد النصوص البوذية على أن تشاندراغوبتا ينتمي إلى عشيرة «موريا» في شاكياس، وهي القبيلة التي ينتمي اليها غاوتاما بوذا.
- تنص نصوص جاين على أن تشاندراغوبتا كان نجل المشرف الملكي على الطاووس (مايورا-بوشاكا).
- عيّنهم أدب تاميل السنغمي أيضًا على أنهم «موريار» وذكرهم بعد النانداس.[16]

وفقًا للتقاليد البوذية، استقر أسلاف ملوك ماوريا في منطقة كان فيها الطاووس (مورا في لغة بالي) وفيرًا. لذلك، عُرف هؤلاء باسم «مورياس»، حرفيًا، «المنتمون إلى مكان الطاووس». وفقًا لرواية بوذية أخرى، بنى هؤلاء الأسلاف مدينة تدعى موريا-ناغارا («مدينة موريا»)، والتي كانت تسمى بذلك، لأنها بنيت «بالطوب الملون مثل أعناق الطاووس».
يبدو أن علاقة السلالة الحاكمة بالطاووس، كما ذكر في التقاليد البوذية وجاينية، مدعومة بأدلة أثرية. على سبيل المثال، توجد رموز الطاووس على عمود أشوكا في ناندانغار والعديد من المنحوتات على ستوبا الكبرى في سانشي. واستنادًا إلى هذه الأدلة، يرى الباحثون المعاصرون أن الطاووس ربما كان شعار الأسرة الحاكمة.
يذكر بعض المؤلفين اللاحقين، مثل دونديراجا (معلق على Mudrarakshasa) وراوٍ في فيشنو بورانا، أن كلمة «ماوريا» مشتقة من مورا، اسم زوجة ملك ناندا وأم (أو جدة) أول ملك لموريا. ومع ذلك، فإن البورانا أنفسهم لم يذكروا مورا ولا يتحدثون عن أي علاقة بين السلالات الناندية والسلالات الماورية. يبدو أن اشتقاق دونديراجا للكلمة هو اختراعه الخاص: وفقًا لقواعد السنسكريتية، فإن مشتق الاسم الأنثوي مورا (IAST: Murā) سيكون «ماوريا»؛ لا يمكن اشتقاق مصطلح «موريا» إلا من مورا المذكر.

## الاقتصاد
لأول مرة في جنوب آسيا، سمحت الوحدة السياسية والأمن العسكري بإقامة نظام اقتصادي مشترك وتعزيز التجارة، مع زيادة الإنتاجية الزراعية. إن الوضع السابق الذي شمل مئات الممالك، والعديد من الجيوش الصغيرة، وزعماء القبائل الإقليميين الأقوياء، والحروب الداخلية، أفسح المجال أمام سلطة مركزية منضبطة. فقد حُرر المزارعون من أعباء الضرائب وجمع المحاصيل من ملوك المنطقة، فدفعوا بدلاً من ذلك لنظام ضريبي صارم ولكنه عادل، كما نصحت به المبادئ في القانون. أسست تشاندراغوبتا موريا عملة موحدة في جميع أنحاء الهند، وقدمت شبكة من الحكام الإقليميين والإداريين وخدمة مدنية توفر العدالة والأمن للبائعين والمزارعين والتجار. سحق الجيش الماوري العديد من عصابات قطاع الطرق، والجيوش الخاصة الإقليمية، وزعماء القبائل الأقوياء الذين سعوا إلى فرض تفوقهم في المناطق الصغيرة. على الرغم من أن تحصيل الدخل بشكل موحد فإن ماوريا دعمت العديد من الأشغال العامة والمجاري المائية لتعزيز الإنتاجية، في حين توسعت التجارة الداخلية في الهند بشكل كبير بسبب الوحدة السياسية الجديدة والسلام الداخلي.
وبموجب معاهدة الصداقة الهندية اليونانية، وأثناء حكم أشوكا، توسعت شبكة التجارة الدولية. لقد أصبح ممر خيبر، على الحدود الحديثة بين باكستان وأفغانستان، منفذًا تجاريًا واستراتيجيًا مهمًا من الناحية الاستراتيجية مع العالم الخارجي. وأصبحت الدول اليونانية والممالك الهلنستية في غرب آسيا شركاء تجاريين مهمين للهند. وامتدت التجارة عبر شبه جزيرة الملايو إلى جنوب شرق آسيا. شملت صادرات الهند سلع الحرير والمنسوجات والتوابل والأغذية الغريبة. وجد العالم الخارجي المعرفة العلمية والتكنولوجيا الجديدة مع توسيع التجارة مع الإمبراطورية الماورية. وموّل أشوكا بناء آلاف الطرق والممرات المائية والقنوات والمستشفيات ومحطات الاستراحة وغيرها من الأشغال العامة. ساعد تخفيف العديد من الممارسات الإدارية الصارمة، بما في ذلك تلك المتعلقة بالضرائب وجمع المحاصيل، على زيادة الإنتاجية والنشاط الاقتصادي في جميع أنحاء الإمبراطورية.
إن الوضع الاقتصادي في الإمبراطورية الماورية يماثل في نواح كثيرة الإمبراطورية الرومانية بعد عدة قرون. وكان لكليهما صلات تجارية واسعة، ومنظمات شبيهة بالشركات. وفي حين أن روما لديها كيانات تنظيمية كانت تستخدم إلى حد كبير في المشاريع العامة التي تديرها الدولة، فإن الهند الماورية كانت تمتلك العديد من الكيانات التجارية الخاصة. وجدت هذه فقط للتجارة الخاصة وتطورت قبل الإمبراطورية الماورية نفسها.